# Footballeur de l'année en Allemagne

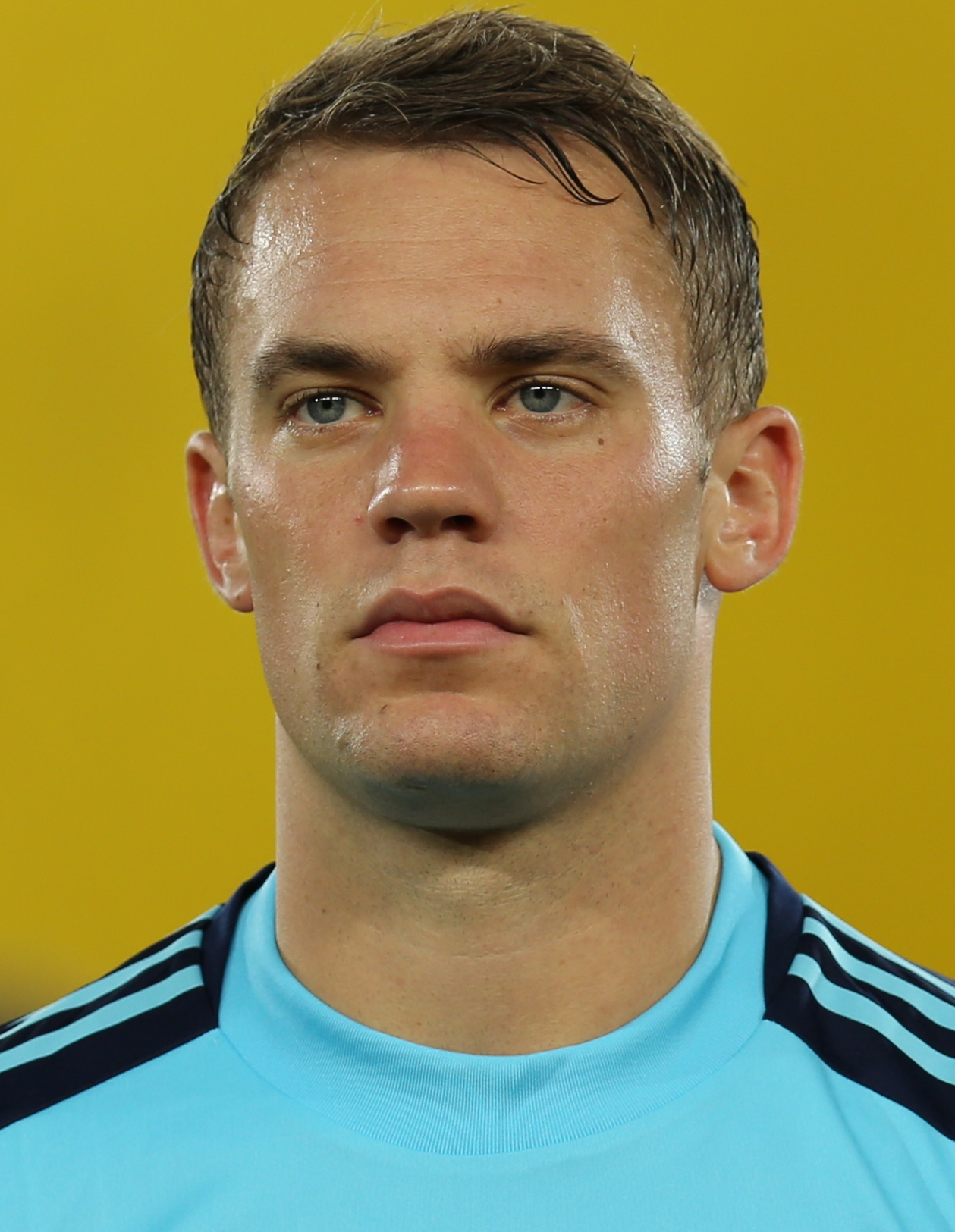
Manuel Neuer en 2012

Le titre de footballeur de l'année en Allemagne, Fußballer des Jahres (en allemand), est une récompense attribuée depuis 1960.
Le scrutin est organisé annuellement par l'association allemande des journalistes de sport, Verband Deutscher Sportjournalisten ou VDS (en allemand), membre de l'AIPS, et présenté par le magazine Kicker.
Les joueurs éligibles sont tous les footballeurs allemands ainsi que les footballeurs étrangers évoluant en Bundesliga.
La même distinction pour la joueuse de l'année (football féminin) existe depuis 1996.
Par ailleurs un prix de l'entraîneur de l'année est également décerné.

## Histoire
Franz Beckenbauer est honoré à quatre reprises, ce qui constitue un record.
En 1985, Hans-Peter Briegel est le premier joueur allemand récompensé alors qu'il évolue dans un club étranger (au Hellas Vérone en Italie).
En 2004, le Brésilien Aílton devient le tout premier joueur étranger à recevoir le trophée. En 2009, son compatriote Grafite reçoit également ce prix. 
En 2008, Franck Ribéry est le premier Français à recevoir cette distinction. Il est imité en 2010 par Arjen Robben, premier Néerlandais honoré.

## Footballeur de l'année (en Allemagne)
| Année | Joueur                  | Club                     |
| ----- | ----------------------- | ------------------------ |
| 1960  | Uwe Seeler              | Hambourg SV              |
| 1961  | Max Morlock             | 1. FC Nuremberg          |
| 1962  | Karl-Heinz Schnellinger | 1. FC Cologne            |
| 1963  | Hans Schäfer            | 1. FC Cologne            |
| 1964  | Uwe Seeler              | Hambourg SV              |
| 1965  | Hans Tilkowski          | Borussia Dortmund        |
| 1966  | Franz Beckenbauer       | Bayern Munich            |
| 1967  | Gerd Müller             | Bayern Munich            |
| 1968  | Franz Beckenbauer       | Bayern Munich            |
| 1969  | Gerd Müller             | Bayern Munich            |
| 1970  | Uwe Seeler              | Hambourg SV              |
| 1971  | Berti Vogts             | Borussia Mönchengladbach |
| 1972  | Günter Netzer           | Borussia Mönchengladbach |
| 1973  | Günter Netzer           | Borussia Mönchengladbach |
| 1974  | Franz Beckenbauer       | Bayern Munich            |
| 1975  | Sepp Maier              | Bayern Munich            |
| 1976  | Franz Beckenbauer       | Bayern Munich            |
| 1977  | Sepp Maier              | Bayern Munich            |
| 1978  | Sepp Maier              | Bayern Munich            |
| 1979  | Berti Vogts             | Borussia Mönchengladbach |
| 1980  | Karl-Heinz Rummenigge   | Bayern Munich            |
| 1981  | Paul Breitner           | Bayern Munich            |
| 1982  | Karlheinz Förster       | VfB Stuttgart            |
| 1983  | Rudi Völler             | Werder Brême             |
| 1984  | Harald Schumacher       | 1. FC Cologne            |
| 1985  | Hans-Peter Briegel      | Hellas Vérone            |
| 1986  | Harald Schumacher       | 1. FC Cologne            |
| 1987  | Uwe Rahn                | Borussia Mönchengladbach |
| 1988  | Jürgen Klinsmann        | VfB Stuttgart            |
| 1989  | Thomas Häßler           | 1. FC Cologne            |
| 1990  | Lothar Matthäus         | Inter Milan              |
| 1991  | Stefan Kuntz            | 1. FC Kaiserslautern     |
| 1992  | Thomas Häßler           | AS Roma                  |
| 1993  | Andreas Köpke           | 1. FC Nuremberg          |
| 1994  | Jürgen Klinsmann        | AS Monaco                |
| 1995  | Matthias Sammer         | Borussia Dortmund        |
| 1996  | Matthias Sammer         | Borussia Dortmund        |
| 1997  | Jürgen Kohler           | Borussia Dortmund        |
| 1998  | Oliver Bierhoff         | Udinese                  |
| 1999  | Lothar Matthäus         | Bayern Munich            |
| 2000  | Oliver Kahn             | Bayern Munich            |
| 2001  | Oliver Kahn             | Bayern Munich            |
| 2002  | Michael Ballack         | Bayer Leverkusen         |
| 2003  | Michael Ballack         | Bayern Munich            |
| 2004  | Aílton                  | Werder Brême             |
| 2005  | Michael Ballack         | Bayern Munich            |
| 2006  | Miroslav Klose          | Werder Brême             |
| 2007  | Mario Gómez             | VfB Stuttgart            |
| 2008  | Franck Ribéry           | Bayern Munich            |
| 2009  | Grafite                 | VfL Wolfsbourg           |
| 2010  | Arjen Robben            | Bayern Munich            |
| 2011  | Manuel Neuer            | Schalke 04               |
| 2012  | Marco Reus              | Borussia Mönchengladbach |
| 2013  | Bastian Schweinsteiger  | Bayern Munich            |
| 2014  | Manuel Neuer            | Bayern Munich            |
| 2015  | Kevin De Bruyne         | VfL Wolfsbourg           |
| 2016  | Jerome Boateng          | Bayern Munich            |
| 2017  | Philipp Lahm            | Bayern Munich            |
| 2018  | Toni Kroos              | Real Madrid              |
| 2019  | Marco Reus              | Borussia Dortmund        |
| 2020  | Robert Lewandowski      | Bayern Munich            |
| 2021  | Robert Lewandowski      | Borussia Dortmund        |
| 2022  | Christopher Nkunku      | RB Leipzig               |
| 2023  | Ilkay Gündogan          | Manchester City          |
| 2024  | Toni Kroos              | Real Madrid              |

## Footballeuse de l'année (en Allemagne)
Le titre de meilleure footballeuse féminine est attribué depuis 1996. Birgit Prinz est la plus récompensée avec 8 titres, tous acquis sous le maillot du 1.FFC Francfort.
| Année | Joueuse                | Club                   |
| ----- | ---------------------- | ---------------------- |
| 1996  | Martina Voss           | FC Rumeln-Kaldenhausen |
| 1997  | Bettina Wiegmann       | Grün-Weiß Brauweiler   |
| 1998  | Silke Rottenberg       | SF Siegen              |
| 1999  | Inka Grings            | FCR Duisburg           |
| 2000  | Martina Voss (2)       | FCR Duisburg           |
| 2001  | Birgit Prinz           | 1.FFC Francfort        |
| 2002  | Birgit Prinz           | 1.FFC Francfort        |
| 2003  | Birgit Prinz           | 1.FFC Francfort        |
| 2004  | Birgit Prinz           | 1.FFC Francfort        |
| 2005  | Birgit Prinz           | 1.FFC Francfort        |
| 2006  | Birgit Prinz           | 1.FFC Francfort        |
| 2007  | Birgit Prinz           | 1.FFC Francfort        |
| 2008  | Birgit Prinz (8)       | 1.FFC Francfort        |
| 2009  | Inka Grings            | FCR 2001 Duisburg      |
| 2010  | Inka Grings (3)        | FCR 2001 Duisburg      |
| 2011  | Fatmire Bajramaj       | 1. FFC Turbine Potsdam |
| 2012  | Célia Okoyino da Mbabi | SC 07 Bad Neuenahr     |
| 2013  | Martina Müller         | VfL Wolfsburg          |
| 2014  | Alexandra Popp         | VfL Wolfsburg          |
| 2015  | Célia Šašić            | 1.FFC Francfort        |
| 2016  | Alexandra Popp (2)     | VfL Wolfsburg          |
| 2017  | Dzsenifer Marozsan     | Olympique lyonnais     |
| 2018  | Dzsenifer Marozsan (2) | Olympique lyonnais     |
| 2019  | Dzsenifer Marozsan (3) | Olympique lyonnais     |
| 2020  | Pernille Harder        | VfL Wolfsburg          |
| 2021  | Nicole Billa           | TSG 1899 Hoffenheim    |
| 2022  | Lea Schüller           | Bayern Munich          |
| 2023  | Alexandra Popp (3)     | VfL Wolfsburg          |
| 2024  | Ann-Katrin Berger      | Gotham du NJ/NY        |